# Jan Joachim Kampenhausen
Jan Joachim (Jan Mikołaj, vel Jan Michał) Kampenhausen (Campenhausen) herbu własnego (ur. 17 września 1680 roku w Rydze, zm. w 1742 roku) – generał major wojsk koronnych od 1720 roku, podkomorzy parnawski w latach 1722-1731, pułkownik regimentu piechoty hetmańskiego w latach 1718-1742, komendant Kamieńca Podolskiego w latach 1737-1738.
Delegat i konsyliarz województwa pomorskiego w konfederacji dzikowskiej w 1734 roku.

## Rodzina
Wywodził się ze szwedzkiej szlachty z terenu Inflant. W 1710 roku w Międzyborzu poślubił Łucję Mariannę Dessier (Dessyeur). Miał z nią pięcioro dzieci: Klaudię (żonę Michała Wielowiejskiego, cześnika żytomierskiego), Teresę Juliannę (żonę Tomasza Grzegorza Dembowskiego, podkomorzego płockiego), Antoninę Emerencjannę (zakonnicę, bernardynkę w Warszawie), Ignacego (starostę sieleckiego, męża Konstancji Cieszkowskiej) i Jana Atanazego (męża Eleonory Czernickiej i Marianny Rościszewskiej, m.in. właściciela wsi Łukomie).